# Situs inversus
 Mise en garde médicale
Situs inversus (également appelé situs transversus ou oppositus) est un terme de médecine désignant une anomalie congénitale dans laquelle les principaux viscères et organes sont inversés dans une position en miroir par rapport à leur disposition normale (le plan sagittal). La disposition normale est appelée situs solitus. Elle est définie par la position des oreillettes : à droite pour l'oreillette droite et à gauche pour l'oreillette gauche. Dans le situs inversus, l'oreillette droite est à gauche et l'oreillette gauche à droite. Dans d'autres cas plus rares, le situs ne peut pas être déterminé, affection connue sous le nom de situs ambiguus. Ces affections sont regroupées sous le terme générique d'hétérotaxie.
Le terme situs inversus est une abréviation de la formule latine « situs inversus viscerum », qui signifie « position inversée des organes internes ». La dextrocardie (cœur situé sur le côté droit de la cavité thoracique) a d'abord été identifiée par Marco Aurelio Severino en 1643. Toutefois, le situs inversus proprement dit n’a été décrit pour la première fois que plus d'un siècle après par Matthew Baillie.
La prévalence du situs inversus varie suivant les groupes de populations, mais est inférieure à 1 sur 10 000 personnes,.
Des recherches portant sur les mutations génétiques associées ont été effectuées et certains gènes isolés, tel que DNAH5 (auparavant appelé HL1, PCD, ou encore CILD3), responsable de la dyskinésie ciliaire primitive qui est présente dans 50 % des cas de situs inversus. Ce gène code une protéine : la chaîne lourde 5 de la dynéine axonémale. La dynéine a un rôle essentiel dans le fonctionnement des cils et des flagelles. Cependant, lors d’un situs inversus, une mutation du gène DNAH5 va avoir des répercussions sur la biochimie de la dynéine : souvent, la dynéine sera présente en quantité insuffisante, ou ne fonctionnera pas correctement, par conséquent les cils ne seront pas assez efficaces et ne pourront donc pas se mouvoir. Une carence en dynéines dans les cils des voies respiratoires est associée au syndrome de Kartagener. De plus, des cils immobiles ou dyskinétiques lors du développement embryonnaire entraînent une latéralisation aléatoire. Cela suggère que des mutations de DNAH5 interviendraient à la fois dans la dyskinésie ciliaire primitive et dans l’hétérotaxie.
D'autres gènes sont associés au situs inversus comme DNAH11, DNAI1 et DNAI2.

## Conséquences anatomiques
Cet état touche toutes les grandes structures de la cavité thoracique et de l’abdomen. En général, les organes sont simplement transposés par rapport au plan sagittal. Le cœur est situé sur le côté droit du thorax, l’estomac, la rate sur le côté droit de l'abdomen et le foie, ainsi que la vésicule biliaire sur le côté gauche. Le poumon gauche est formé de trois lobes, le poumon droit de deux lobes, tandis que les vaisseaux sanguins, les nerfs, les vaisseaux lymphatiques et les intestins sont également transposés.

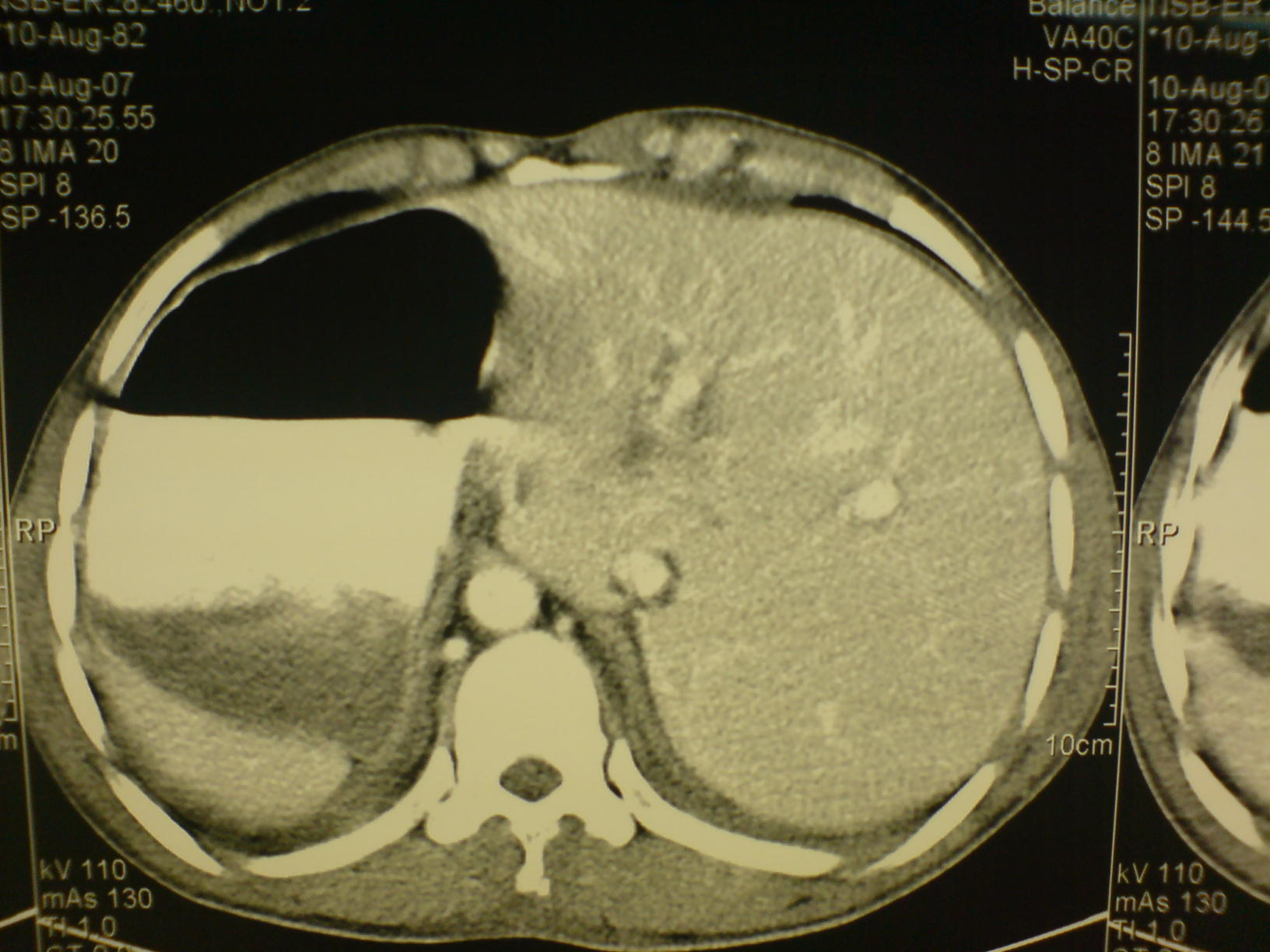
Scanner situs inversus

Si le cœur est déporté sur le côté droit du thorax, il s’agit d’une anomalie connue sous le nom de situs inversus avec dextrocardie ou situs inversus totalis. Si le cœur reste dans sa position normale, la partie gauche du thorax, il s’agit d’une affection beaucoup plus rare (1 sur 22 000 personnes dans la population générale), désignée par le terme situs inversus avec lévocardie ou situs inversus incompletus. Les personnes atteintes de situs inversus avec lévocardie ou de dextrocardie sans situs inversus présentent des taux beaucoup plus élevés de malformations congénitales que celles qui sont affectées de situs inversus avec dextrocardie. De plus, les individus atteint de cette malformation avec une lévocardie sont des cas qui s'accompagnent souvent de troubles cardiaques.

## Signification

Le situs inversus possède un mode de transmission autosomique récessif.

Le situs inversus est généralement une affection génétique autosomique récessive, bien qu'elle puisse être liée à l'X, ou rencontrée chez des jumeaux monozygotes dits “en miroir”.
En l'absence de malformation cardiaque congénitale, les personnes atteintes de situs inversus ont un phénotype préservé, et peuvent mener une vie normale, sans complication liée à cette affection médicale, l'Américaine Rose Marie Bentley, porteuse de cette anomalie découverte après sa mort en 2017, a ainsi vécu jusqu'à l'âge de 99 ans. Il existe une prévalence de 5 à 10 % de cardiopathies congénitales chez les individus présentant un situs inversus totalis, le plus souvent une transposition des gros vaisseaux. L'incidence des maladies cardiaques congénitales est de 95 % en cas de situs inversus avec lévocardie.
Beaucoup d'individus présentant un situs inversus totalis ignorent qu’ils sont porteurs d’une anomalie anatomique jusqu'au jour où ils consultent un médecin pour une autre pathologie. L'inversion des organes peut alors conduire à certaines confusions, car de nombreux signes et symptômes se manifestent du côté opposé à ce qui serait attendu. Par exemple, si un individu atteint de situs inversus présente une appendicite, il se présentera au médecin avec des douleurs abdominales à gauche, puisque c'est de ce côté que se situe son appendice. Ainsi, en cas de problème médical, la prise en compte d'un situs inversus peut accélérer le diagnostic, et les personnes se sachant affectées par cette rare particularité doivent en informer leurs médecins avant un examen, de sorte que le médecin puisse réorienter sa recherche des bruits du cœur et des autres signes cliniques. Le port d'une carte d’information médicale mentionnant cette information peut contribuer à informer les soignants au cas où la personne serait dans l’incapacité de communiquer.
Le situs inversus complique en outre les transplantations d'organes puisque les donneurs d'organes sont très majoritairement en solitus situs (disposition normale). Comme les cœurs et les foies sont asymétriques, des problèmes de compatibilité géométrique se posent au moment de mettre en place un organe dans une cavité qui a la forme de son image en miroir. Par exemple, lors d'une transplantation cardiaque, il est nécessaire que tous les vaisseaux du cœur transplanté soient raccordés à ceux de l'individu opéré ; cependant, chez un individu présentant un situs inversus, l'orientation de ces vaisseaux est inversée, ce qui nécessite de recourir à des techniques particulières afin que les vaisseaux sanguins se raccordent correctement.

## Syndrome de Kartagener
Environ 25 % des personnes porteuses de situs inversus sont atteints d’une affection sous-jacente connue sous le nom de syndrome de Kartagener. Il s’agit d’un dysfonctionnement des cils vibratiles qui se manifeste durant la phase de développement embryonnaire. Le fonctionnement normal des cils permet de déterminer la position des organes internes au début du stade de développement embryonnaire nommé blastocyste, et c'est pourquoi les individus présentant un situs inversus ont une probabilité de 50 % de développer le syndrome. Si c’est le cas, ils présenteront le syndrome de Kartagener, caractérisé par la triade situs inversus, sinusite chronique et bronchectasie. Les cils sont également responsables de la répartition du mucus à l’intérieur du poumon, et son dysfonctionnement provoque une sensibilité accrue aux infections pulmonaires.
De plus, les sujets masculins atteints par cette pathologie sont souvent stériles : sachant que le flagelle du spermatozoïde est un long cil, ces gamètes ne seront alors pas ou peu mobiles et ne pourront pas remonter les voies utérines féminines.

## Personnes célèbres présentant unsitus inversus
Parmi les personnes célèbres présentant un situs inversus documenté citons : 
- Enrique Iglesias, chanteur espagnol[5],[6],[7].

- Randy Foye, joueur de basket-ball américain de la NBA. Il n'a pas eu à souffrir de complication décelable, et son état ne devrait pas compromettre sa carrière professionnelle[8].

- Catherine O'Hara, actrice comique canadienne, a déclaré dans une interview que ses organes étaient inversés et qu’elle avait le cœur du côté droit du thorax[9].

- Marcela Iacub, essayiste franco-argentine.

## Personnages de fiction présentant unsitus inversus
(janvier 2013).
- Dans Le Rêve de d'Alembert (1769), Diderot décrit le cas d'un charpentier né à Troyes, Jean-Baptise Macé, mort 'tout nouvellement' à la Charité de Paris.
- Dans le roman de Ian Fleming Dr No, Julius No explique à James Bond qu'il a survécu à une tentative d'assassinat parce que son cœur est situé du côté droit, ce que les tueurs ne savaient pas quand ils l’ont poignardé du côté gauche.
- Souther, un des personnages  du manga Hokuto no Ken  (Ken le survivant en version française), est porteur d’un situs inversus totalis, le mettant à l'abri des points de pression standardisés des arts martiaux. Il est ainsi totalement invulnérable face au Hokuto Shinken, jusqu'à ce que Kenshiro perce à jour le secret de Souther, en se fiant aux battements de son cœur et à la circulation de son sang, parvenant ainsi à le vaincre en adaptant sa technique.
- Dans la série Jack and Jill , Simon Rex a joué le rôle d’un jeune homme porteur d’un situs inversus.
- Fortune, de Metal Gear Solid 2: Sons of Liberty. Revolver Ocelot signale ce fait lorsqu’il tire sur Fortune, visant le côté gauche de la poitrine, avant de se rappeler que son cœur est du côté droit.
- Dans un épisode d’Urgences intitulé Freak Show (saison 4), Romano, Benton et Corday interviennent sur un cas rarissime impliquant un garçon porteur d’organes inversés.
- Dans le roman de Margaret Mahy The Tricksters, le personnage d’Hadfield est réputé être le miroir exact de son jumeau Felix, ce qui inclut notamment une disposition en miroir de leurs organes vitaux.
- Dans Lord Peter Wimsey The Image in the Mirror de Dorothy L. Sayers, un personnage avec des organes inversés est depuis longtemps hanté par les rêves d'un double et par la crainte de n’être lui-même que le reflet de quelqu'un d'autre.
- Dans le roman de Max Brooks World War Z , un personnage décrit une opération chez un patient porteur d’un situs inversus avec dextrocardie, et la transplantation d'un cœur provenant d’un donneur porteur de la même anomalie. À son insu, le transplant cardiaque est infecté par un virus, transformant ainsi le patient en zombie.
- Dans le roman de science-fiction La Pierre des étoiles de Roger Zelazny, le personnage de Fred Cassidy passe par un dispositif qui renverse complètement la symétrie gauche-droite de son corps (au point même où il perçoit l'écriture et d'autres images comme s’il s’agissait de leur image dans un miroir). Le fait que son cœur soit du mauvais côté finit par lui éviter d'être tué par une balle.
- Dans la nouvelle de science-fiction Erreur technique (initialement intitulée L'homme inversé) d’Arthur C. Clarke, un homme est inversé dans une autre dimension à cause d’un fort champ magnétique dû à un accident industriel. Les médecins constatent qu'il est incapable de digérer la nourriture parce que les molécules des aliments sont incompatibles avec ses propres enzymes dont les récepteurs sont inversés. Les efforts visant à le ré-inverser se révèlent catastrophiques.
- Dans Luck, film en Hindi de 2009, le personnage de « Ram » a le cœur du côté droit, ce qui lui sauve la vie à la fin.
- Dans le roman d’Audrey Niffenegger, Her Fearful Symmetry, les personnages principaux sont des jumeaux en miroir, dont l'un, Valentina, est porteur d’un situs inversus.
- Dans le film Ninja Assassin le personnage de Mika Coretti et le Maître tatoueur sont atteints de la malformation du situs inversus.
- Dans le manga Team Medical Dragon, un des patients qui doit subir l'opération Batista est un nouveau-né présentant un situs inversus totalis.
- Dans la bande dessinée Jérôme K. Jérôme Bloche Le Cœur à Droite, un des personnages principaux (Noël) possède la particularité donnant son titre à l'album. Celle-ci lui évitera d'être tué immédiatement par un tueur à gage lui ayant tiré une balle en visant l'endroit présumé du cœur. Noël survivra assez longtemps pour se venger du tueur en lui logeant une balle dans la tête, mais il succombera lui-même à cause de l'hémorragie de son poumon gauche.
- Dans le manga médical Black Jack (Tezuka Osamu) volume 4 un patient possède cette caractéristique.
- Dans Grey's Anatomy, saison 10 épisode 7, un homme a le cœur du côté droit.
- Dans le roman Écorchée de Donato Carisi, le personnage Michael Ivanovic est atteint de cette malformation.
- Dans la série Orphan Black saison 2 épisode 2, on apprend qu'Helena, l'un des clones, présente un situs inversus.
- Dans le jeu vidéo Hitman, on apprend dans la dernière mission éponyme (elle se nomme Situs Inversus) qu'Erich Soders est atteint de cette pathologie.

- Dans le troisième et quatrième roman rétro futuriste de la série de Christelle Dabos, La Passe-miroir : la mémoire de Babel et la tempête des échos, on apprend que le personnage de Lazarus est atteint de cette pathologie ainsi qu'Ophélie (l'héroïne du roman) et Ambroise.

- Dans le roman de Stephenie Meyer La Chimiste, le personnage de Daniel Beach est le miroir exact de son jumeau Kevin, ce qui inclut notamment une disposition en miroir de leurs organes vitaux.
- Dans Batman autopsie épisode 7, le Dr. Hugo Strange diagnostic un situs inversus a son patient et cobaye Cornelius Stirk.
- Dans le manga Sakamoto Days, le personnage d'Uzuki/Slur est atteint de de cette anomalie
- Dans la série Versailles (série télévisée), on apprend dans la saison 2 que le personnage de Fabien a un situs Inversus quand il se fait poignarder. Claudine, la médecin lui dit qu'il va survivre car soit il n'a pas de coeur, soit son coeur n'est pas là où il devrait être.